# Pericoma alhambrana
Pericoma alhambrana är en tvåvingeart som beskrevs av Vaillant 1978. Pericoma alhambrana ingår i släktet Pericoma och familjen fjärilsmyggor. Inga underarter finns listade i Catalogue of Life.